# Karka (Berg)
Der Karka (auch Koh-i-Karkamuzh) ist ein Berg im äußersten Nordosten des Hinduraj-Gebirges in Pakistan.

## Lage
Der Karka befindet sich an der Grenze der Provinz Khyber Pakhtunkhwa und dem Sonderterritorium Gilgit-Baltistan.
Der Berg besitzt eine Höhe von 6222 m. Er befindet sich auf der Südseite des Chiantargletschers, der nach Westen zum Yarkhun strömt. Der vergletscherte Südhang wird nach Süden zum Karambar-Fluss entwässert. Zum 6416 m hohen 4,59 km nordöstlich gelegenen Chiantar Sar führt ein Berggrat.

## Besteigungsgeschichte
Einer italienischen Expedition gelang zwischen dem 12. und 14. August 2007 die Erstbesteigung des Karka über dessen Nordostseite (ED+).